# 假柃木
假柃木（学名：Eurya crenatifolia）为茶科柃木屬下的一个种。

## 扩展阅读
- 維基物種上的相關：假柃木